# Niastanawiczy
Niastanawiczy (biał. Нястанавічы; ros. Нестановичи, Niestanowiczi; pol. hist. Niestanowicze) – wieś na Białorusi, w obwodzie homelskim, w rejonie oktiabrskim, w sielsowiecie Wałosawiczy, nad Tremlą i przy drodze republikańskiej R34.

## Historia
W XIX i w początkach XX w. wieś i majątek ziemski od 1840 należący do Jelnickich, położone w Rosji, w guberni mińskiej, w powiecie bobrujskim, w gminie Rudobiełka (Karpiłówka). Znajdowała się tu wówczas cerkiew prawosławna.
Po I wojnie światowej pod administracją polską, w Zarządzie Cywilnym Ziem Wschodnich, w okręgu mińskim, w powiecie bobrujskim. W wyniku postanowień traktatu ryskiego znalazła się w granicach Związku Sowieckiego. Od 1991 w niepodległej Białorusi.